# برج عیاران
برج عیاران، نام برجی تاریخی، مربوط به حکومت کوشانی‌های افغانستان است. این برج در جنوب غربی شهر بلخ افغانستان واقع شده و می‌توان آن را از خارج شهر مشاهده کرد.

## موقعیت و ویژگی‌های برج
برج عیاران در یک و نیم کیلومتری جنوب غربی شهر بلخ واقع شده‌است؛ شکل آن مدور بوده و برای دفاع از شهر ساخته شده‌بود. سربازان و دیده‌بانان از فراز این برج به شهر بلخ تسلط داشته‌اند. در کنار برج، ساختمانی هشت ضلعی وجود دارد که از بنای زیبایی برخوردار است. در هنگام ورود به شهر بلخ، وقتی از دروازه نوبهار عبور کنید، در سمت چپ خود، برج را خواهید دید. قدمت این برج به قرن اول میلادی می‌رسد. این ساختمان از خشت پخته ساخته شده و هشت دیدگاه برایش تعبیه شده است.
ویچلوف، باستان شناس اروپایی، برج عیاران را چنین توصیف می‌کند: «برج بنایی است هشت ضلعی که قطر میدان فوقانی آن ۱۶ آرشین می‌باشد. میدان فوقانی برج را پنجره و دیواری احاطه کرده است. در داخل برج هشت ضلعی، دیوار هشت ضلعی دیگری بنا گردیده است که هشت راه دارد و قسمت مرکزی برج را سقفی حکاکی شده پوشانده است، از برج تمام شهر را می‌توان مشاهده نمود زیرا انحنای برج‌ها به سمت بخش آباد شهر ساخته شده‌است.» برج‌هایی در بخارا و سمرقند به نام عیاران وجود دارد.

## ویرانی و مرمت
این برج بارها در اثر جنگ‌های صورت گرفته، آسیب دیده‌است و آخرین بار در زمان تیموری‌ها مرمت اساسی شده‌است. برج کنونی که در بلخ مورد توجه باستان شناسان قرار گرفته است، مربوط به ۲۰۰ سال پیش بوده، اما در همان موقعیت آثاری از برجی باستانی مربوط به دوره ابومسلم خراسانی یافت شده‌است. علاوه بر ویرانی‌هایی که به صورت طبیعی یا جنگ‌های سده‌های قدیمی بر این برج وارد آمده، جنگ‌های اخیر افغانستان نیز بر تن این اثر تاریخی، زخم زده و دچار ویرانی بخشی از آن شده‌است، که با بازسازی‌های صورت گرفته در سال ۱۳۸۵ شمسی، گنبد میانی این برج مرمت شده است.

## عیاران
عیاران گروهی از مردمان سیستانی و خراسانی بودند که به هوشیاری مشهور بوده و آداب و رسوم خاصی داشته‌اند. این گروه در عهد بنی عباس شمار زیادی داشته‌اند.  پوهنمل سلطان محمد انصاری در کتاب ویژگی‌های جغرافیایی و تاریخی بلخ درباره علت نام‌گذاری این برج به عیاران، معتقد است که، وقتی ابومسلم خراسانی جسد علی بن ابی طالب را از نجف خارج کرده و به خراسان و سپس به بلخ منتقل کرد، جسد را برای مدتی کوتاه در این مکان (مکان برج) نگه داشته و سپس به مرکز بلخ و محلی که به مزارشریف و آرامگاه وی منتسب است، منتقل نموده و دفن کرد. به همین جهت به این منطقه عیاران به معنی جوانمردان، گفته می‌شود. در بررسی تاریخچه عیاران آمده است که عیاران طبقه‌ای از اجتماع ایران بودند که اصول اخلاقی و مبارزاتیِ ویژه‌ای را برگزیده و کمک به فقیران را پیشه خود ساخته بودند. عیاران گروهی بودند که طرفدار جوان‌مردی و بخشش و کمک به ضعیفان بودند و افرادی را که ظالم تشخیص می‌دادند را بدون اعتنا به قوانین حاکم مجازات می‌کردند و اموال آنان را بین مردم بذل و بخشش می‌نمودند. در مورد فرقه عیاران به جز گفته شده‌های بالا، گروهی بودند که سبک مبارزه‌ای خاصی داشتند آنان از سلاحی به نام مُعَیِّر که به ساق دستان خود می‌بستند از خود محافظت می‌کردند و دشمنان خود را با آن می‌کشتند مُعَیِر نوعی تیغه مکانیکی داشت که در زمان اولین رهبر این فرقه آریا خان عیار در زمان پادشاهی داریوش هخامنشی ساخته شد که هزار سال بعد حسن صباح این سبک مبارزه را با کمک ده عیار از جمله فرمانده منوچهر به فدائیان خود آموزش داد که متأسفانه تاریخ‌دانان این را در تاریخ ذکر نکرده‌اند.